# Grand Hotel (Scarborough)
Pour les articles homonymes, voir Grand Hôtel.
Le Grand Hotel est un hôtel de Scarborough dans le Yorkshire du Nord en Angleterre.

## Présentation
L'hôtel qui domine la baie Sud de Scarborough, cité balnéaire du Yorkshire du Nord est l'œuvre de l'architecte Cuthbert Brodrick (en). La construction d'un hôtel de prestige à Scarborough est rendue possible par la présence d'une desserte ferroviaire depuis 1845 mais ce n'est qu'au début des années 1860 que commencent les travaux, qui seront interrompus faute de financement en 1865 avant de reprendre et d'arriver à leur terme pour une inauguration de l'hôtel lors du dîner d'ouverture du 23 juillet 1867.
Le 16 décembre 1914, l'opération menée par la Kaiserliche Marine atteint l'hôtel sans faire de victimes mais causera 10000 £ de dégâts.
En 1939, l'hôtel accueille des effectifs de la Royal Air Force. Les coupoles sont alors reconverties pour abriter des canons antiaériens.
Le 8 juin 1973, l'hôtel est classé au titres des monuments historiques et bénéficie en 2015 d'un classement de grade II*.
La société Butlin's (en) achète l'hôtel en 1978. En 2004, la propriété est rachetée par la chaîne Britannia Hotels.
En 2017, l'hôtel a été le lieu de tournage du film Scarborough (2019).
En octobre 2021, des réfugiés de l'effondrement du gouvernement afghan sont hébergés à l'hôtel, dont les conditions se sont détériorées, ce que certains clients ont attribué au comportement des réfugiés.
Yorkshire Live a publié des articles en décembre 2020 et en juin 2021, tous deux avant la chute de l'Afghanistan, dans lesquels des plaintes similaires concernant l'hygiène et la qualité ont été soulignées ; des rapports similaires ont été faits sur d'autres hôtels appartenant à Britannia et la chaîne elle-même a été élue pire chaîne hôtelière de Grande-Bretagne par Which ? pendant huit années consécutives,. Le 5 octobre 2021, l'hôtel a été évacué en raison d'une alerte à la bombe, qui s'est avérée par la suite être un canular.